# Маргарет де Клер, графиня Корнуолл
Маргарет де Клер (англ. Margaret de Clare; 1250 — 1312) — английская аристократка, дочь Ричарда де Клера, 6-го графа Глостера, от брака с Мод де Ласи. В 1272 году была выдана замуж за Эдмунда Плантагенета, 2-го графа Корнуолла, но брак оказался неудачным. В 1293 или 1294 году супруги были разведены, а детей в браке не было. По соглашению с мужем Маргарет получила часть его владений с доходом в 800 фунтов в год, а взамен обязалась «жить в целомудрии». Даже после смерти бывшего мужа Маргарет так и не вступила во второй брак. После её смерти владения унаследовал король Эдуард II, передавший их племяннице Маргарет, жене своего фаворита Пирса Гавестона.

## Биография
Маргарет родилась в 1250 году. Она происходила из англонормандского рода Клеров и была одной из дочерей богатого английского аристократа Ричарда де Клера, графа Глостера и Хартфорда, от брака с Мод де Ласи.
Её отец умер в 1262 году, после чего Маргарет осталась под опекой матери. 6 октября 1272 года в часовне Райслипа она вышла замуж за двоюродного брата короля Эдуарда I — Эдмунда Алеманского, сына умершего к этому времени короля Германии Ричарда Корнуольского. Вскоре после брака Эдмунд получил английский титул своего отца, став 2-м графом Корнуолла. Вероятно, брак был устроен матерью и братьями Маргарет — Гилбертом, получившим после смерти отца титулы графа Глостера и Хартфорда, и Бого. В качестве приданого Маргарет получила Карлтон в Линкольншире.
Брак оказался не очень удачным. В январе 1285 года Маргарет была беременна, но либо у неё произошёл выкидыш, либо ребёнок был мертворождённым. После этого отношения супругов разладились. Не позднее 1289 года произошло папское и архиепископское расследование по поводу их брака, поскольку Эдмунд отказывался жить с женой. В 1290 году архиепископ Кентерберийский Джон Пэкхэм и Бого де Клер, брат Маргарет, пытались помирить супругов, но успеха не добились, и в результате архиепископ отлучил графа Корнуолла от церкви. В феврале 1293 или 14 февраля 1294 года брак был расторгнут. По условиям развода Эдмунд передал в пожизненное пользование бывшей жене владение, приносившее 800 фунтов ежегодного дохода. Взамен Маргарет обязалась «жить в целомудрии».
Хотя её бывший муж умер в 1300 году, Маргарет в повторный брак так и не вступила. В 1303 году она одолжила своему племяннику, Гилберту де Клеру, 2-му барону Томонду, 69 фунтов, а в марте 1308 года король Эдуард II предоставил Маргарет все «свободы», которыми её бывший муж и его отец «пользовались в своих владениях». В 1307 году её племянница, которую также звали Маргарет де Клер, вышла замуж за Пирса Гавестона, фаворита Эдуарда II, получившего титул графа Корнуолла. После того как Пирс вернулся из изгнания и был восстановлен в своём титуле, 5 августа 1309 года Маргарет было велено принести ему и его жене феодальную присягу.
В конце 1311 года Маргарет жила в Харвелле в Беркшире, куда отправляла письма королева Изабелла.
Маргарет умерла в 1312 году. Точная дата смерти неизвестна: по разным источникам произошло это или не позже 16 сентября, или до ноября 1312 года; встречается также февраль 1313 года. Она была похоронена в аббатстве Чертси в Суррее. Её завещание было исполнено не позже 3 июля 1315 года. Земли, которые ей передал муж, после смерти Маргарет отошли к королю Эдуарду II, который передал их Маргарет де Клер, жене Гавестона.

## Брак
Муж: с 6 октября 1272 Эдмунд (1249/1250 — 1300), 2-й граф Корнуолл с 1272. Детей не было. Развелись в феврале 1293 или 14 февраля 1294 года.